# 四葉 (板橋区)
四葉（よつば）は、東京都板橋区の町名。現行行政地名は四葉一丁目から二丁目。全域で住居表示が実施されている。

## 地理

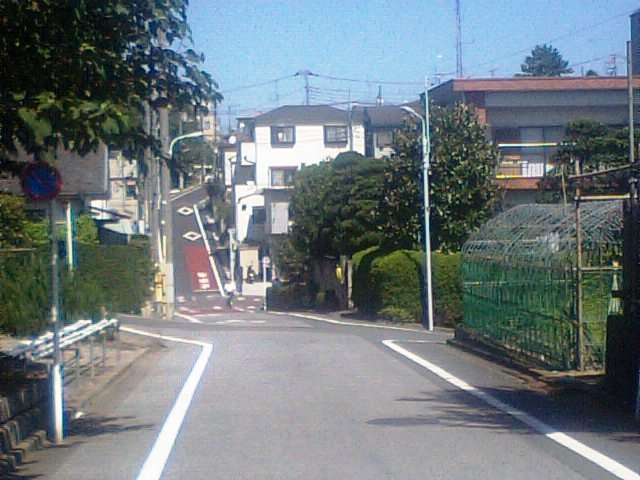
四葉一丁目。農地が多く、起伏が激しい。

板橋区西部に位置する。北で高島平、東から南にかけて徳丸、西で赤塚、北西で大門に隣接する。 高島平側の低地部と、赤塚高台側の台地部の中間にあり、起伏に富んだ地形になっている。

## 歴史
元は武蔵国豊島郡徳丸四葉村。江戸時代に誕生した徳丸村の分村で、徳丸本村、徳丸脇村と共に徳丸三村と呼ばれた。江戸時代の初めは天領だったが、後に東叡寺領となった。
当該エリアは1871年に浦和県（現埼玉県）から東京府に編入された。1889年には赤塚村大字四ツ葉となり、1932年には板橋区の地名となった。四葉という地名の由来はわかっていない。

## 世帯数と人口
2025年（令和7年）3月1日現在（板橋区発表）の世帯数と人口は以下の通りである。
| 丁目       | 世帯数    | 人口    |
| ---------- | --------- | ------- |
| 四葉一丁目 | 1,309世帯 | 2,573人 |
| 四葉二丁目 | 1,016世帯 | 2,312人 |
| 計         | 2,325世帯 | 4,885人 |

### 人口の変遷
国勢調査による人口の推移。
| 年                 | 人口  |
| ------------------ | ----- |
| 1995年（平成7年）  | 3,298 |
| 2000年（平成12年） | 3,756 |
| 2005年（平成17年） | 4,109 |
| 2010年（平成22年） | 4,492 |
| 2015年（平成27年） | 4,529 |
| 2020年（令和2年）  | 4,942 |

### 世帯数の変遷
国勢調査による世帯数の推移。
| 年                 | 世帯数 |
| ------------------ | ------ |
| 1995年（平成7年）  | 1,339  |
| 2000年（平成12年） | 1,552  |
| 2005年（平成17年） | 1,658  |
| 2010年（平成22年） | 1,822  |
| 2015年（平成27年） | 1,885  |
| 2020年（令和2年）  | 2,136  |

## 学区
区立小・中学校に通う場合、学区は以下の通りとなる（2021年8月時点）。
| 丁目       | 番地                      | 小学校             | 中学校                 |
| ---------- | ------------------------- | ------------------ | ---------------------- |
| 四葉一丁目 | 1～8番 16番 22～24番 31番 | 板橋区立紅梅小学校 | 板橋区立赤塚第一中学校 |
| 四葉一丁目 | 9～15番 17～21番 25～30番 | 板橋区立紅梅小学校 | 板橋区立赤塚第三中学校 |
| 四葉二丁目 | 全域                      | 板橋区立紅梅小学校 | 板橋区立赤塚第三中学校 |

## 事業所
2021年（令和3年）現在の経済センサス調査による事業所数と従業員数は以下の通りである。
| 丁目       | 事業所数  | 従業員数 |
| ---------- | --------- | -------- |
| 四葉一丁目 | 45事業所  | 239人    |
| 四葉二丁目 | 69事業所  | 964人    |
| 計         | 114事業所 | 1,203人  |

### 事業者数の変遷
経済センサスによる事業所数の推移。
| 年                 | 事業者数 |
| ------------------ | -------- |
| 2016年（平成28年） | 120      |
| 2021年（令和3年）  | 114      |

### 従業員数の変遷
経済センサスによる従業員数の推移。
| 年                 | 従業員数 |
| ------------------ | -------- |
| 2016年（平成28年） | 1,161    |
| 2021年（令和3年）  | 1,203    |

## 交通

### 鉄道
町域に鉄道駅は存在しないが、以下の路線・駅が利用可能である。
- 東京都交通局
  - 都営地下鉄三田線：高島平駅（高島平八丁目）・新高島平駅（高島平七丁目）
- 東武鉄道
  - 東武東上線：下赤塚駅（赤塚新町一丁目および赤塚二丁目）

### バス
- 国際興業バス
  - 四葉町：赤02系統（赤羽駅西口 - 成増駅北口）、下赤03系統（下赤塚駅 - 高島平操車場）

### 道路
- 国道17号（新大宮バイパス）

## その他

### 日本郵便
- 郵便番号 : 175-0084[3]（集配局 : 板橋西郵便局[17]）。